# عشاق الليل (فلم)
عشاق الليل هو فيلم مصري عرض عام 1957، بطولة ماجدة ويحيى شاهين وهند رستم، من تأليف حسين حلمي المهندس ومن إخراج كمال عطية.

## قصة الفيلم
تدور الأحداث حول شاب يعيش منطوياً على نفسه معتزلاً الناس بعد أن خانته زوجته مع صديقه، لكنه يخرج من عزلته إلى أحد الكباريهات، حيث يلتقي برجل فاسد سكير، وتتهافت عليه راقصة تميل إليه وتدعوه إلى أن يعيش لنفسه، ويغرق همومه بالخمر، ويتمتع بحياته، أما صاحبه السكير فإننا نراه في بيته وقد أهمل ابنته الوحيدة ويحاول ابتزاز مال زوجته المريضة، فقاومته وانهال عليها يطعنها حتى تموت، وانتهى أمره إلى السجن، ليزوره الشاب في سجنه فيوصيه بابنته، فيتردد على مسكنها، ويتفتح لها قلبه، ولكنه اختبر خلقها، واستدرجها إلى مسكنه، بتحريض من الراقصة، وحاول اغتصابها، فقاومت ليعترف لها بحبه ويتزوجها، وفي ليلة الزفاف ترى الفتاة زوجها يشرب الخمر، ويتحدث إلى صاحبته الراقصة، فتخشى أن تتكرر معها المأساة التي حدثت لأمها، وتفر في ليلة زفافها، وتذهب إلى أحد الملاجئ حيث تعمل مدرسة، لكن مدير الملجأ يعرف قصتها، ويقنعها بالعودة إلى زوجها الذي يبحث عنها، فتعود إليه لتنتشله من حياة الليل والخمر واليأس.

## طاقم التمثيل
- ماجدة: (منى)
- يحيى شاهين: (عزت)
- هند رستم: (الراقصة)
- حسين رياض: (حمزة - الأب القاتل)
- عبد المنعم إبراهيم: (طارق)
- صلاح نظمي: (مدير الملجأ)
- شفيق نور الدين: (الجار الكفيف)
- إحسان شريف: (أنصاف)
- سهير الباروني
- ناهد سمير
- محمد نبيه: (بائع الزبادي)
- ناهد عبد العزيز
- فتحية عبد الغني
- عبد المنعم إسماعيل
- منير الفنجري: (من زبائن الملهى)
- حسين المليجي

## فريق العمل
- إخراج: كمال عطية
- تأليف: حسين حلمي المهندس
- مدير التصوير: فيكتور أنطون
- مونتاج: ألبير نجيب
- إنتاج: أفلام مينا (فيكتور أنطون)
- توزيع: منتخبات بهنا فيلم

## روابط خارجية
- مقالات تستعمل روابط فنية بلا صلة مع ويكي بيانات